# ادی سری
ادی سری (ایتالیایی: Eddy Serri؛ زادهٔ ۲۳ نوامبر ۱۹۷۴ ‏(۵۰ سال)) دوچرخه‌سوار اهل ایتالیا است.